# پویان شعله‌ور
پویان شعله‌ور (زادهٔ ۱۳۶۱، تهران) تدوین‌گر اهل ایران است. او فارغ‌التحصیل کارشناسی سینما (گرایش کارگردانی) از دانشگاه سوره است.  در سال 2024 برای عضویت استودیو تدوین در برلیناله تلنت انتخاب شد. شعله‌ور هم اکنون نایب رییس هیات مدیره انجمن فیلم کوتاه ایران (ایسفا) است.
پویان شعله‌ور تدوینگر بیش از صد فیلم است از جمله گوزن های اتوبان (فیلم ۱۴۰۳)، کوکتل مولوتف (فیلم ۱۴۰۲) و مثل بچه آدم، قمارباز، اشیاء گمشده، دیدن، روتوش، دختری در میان اتاق، سایه فیل، مادرمرده، آگهی فروش، آرا ، هرگز گاهی همیشه، آبی میشود … و فیلم‌های بلند قیچی، کله‌سرخ، شیرجه بزرگ، بوتاکس، ملاقات خصوصی، یادگار جنوب و آه سرد را برعهده داشته است.   شعله‌ور عضو هیئت انتخاب پانزدهمین جشنواره فیلم کوتاه نهال و عضو هیئت انتخاب بخش بین‌الملل سی و ششمین جشنواره فیلم کوتاه تهران بوده‌است.

## جوایز و جشنواره‌ها
- نامزد سیمرغ بلورین بهترین تدوین برای فیلم سینمایی گوزن های اتوبان در چهل و سومین دوره جشنواره بین‌المللی فیلم فجر(۱۴۰۳)
- برنده بهترین تدوین برای فیلم کوتاه داستانی آبی می شود در جشن ایسفا (۱۴۰۱)
- نامزد سیمرغ بلورین بهترین تدوین برای فیلم سینمایی یادگار جنوب در چهل و یکمین دوره جشنواره بین‌المللی فیلم فجر(۱۴۰۱)
- برنده بهترین تدوین برای فیلم کوتاه داستانی قمارباز در جشن خانه سینما (۱۳۹۴).[۳]
- برنده بهترین تدوین فیلم کوتاه داستانی برای فیلم‌های کوتاه اشیاء گمشده و روتوش در جشنواره فیلم کوتاه تهران (۱۳۹۵).[۴]
- برنده بهترین دستاورد هنری برای تدوین فیلم کوتاه داستانی مثل بچه آدم در جشنواره فیلم شهر (۱۳۹۸).[۵]